# Giulio Migliaccio
Giulio Migliaccio (né le 23 juin 1981 à Mugnano di Napoli, dans la province de Naples en Campanie) est un footballeur italien. Il évolue au poste de milieu de terrain.

## Biographie
Giulio Migliaccio a disputé son premier match de Serie A avec l'Atalanta Bergame le 6 janvier 2005 face à la Fiorentina.
Le 31 août 2012, l'US Palerme prête avec option d'achat Giulio à l'ACF Fiorentina. 
Il est transféré à titre définitif à l'Atalanta Bergame le 11 juillet 2013 après la descente de l'US Palerme en Serie B.

## Carrière
- 2000-2001 :  AS Bari
- 2001-2003 :  SSC Giugliano
- 2003-déc. 2004 :  Ternana Calcio
- déc. 2004-2007 :  Atalanta Bergame
- 2007-2013 :  US Palerme
  - 2012-2013 :  ACF Fiorentina (prêt)
- 2013-2017 :  Atalanta Bergame

## Palmarès
- Champion de Serie B en 2006 avec l'Atalanta Bergame.